# Illésházy Gáspár
Illésházai gróf Illésházy Gáspár (1593 – 1648. április 11.) felvidéki nagybirtokos főúr, Trencsén- és Liptó vármegye főispánja, Illésházy István nádor unokaöccse és örököse.

## Élete
A nemesi illésházi Illésházy család sarja. Apja, báró illésházai Illésházy Ferenc, aki 1649-ben fivérével, Istvánnal együtt bárói címet szerzett, anyja, nemes Pataky Zsófia úrnő volt. Apai nagyszülei illésházai Illésházy Tamás, Pozsony vármegye alispánja, és a csébi Pogány család sarjából való csébi Pogány Anna úrnő voltak. Nagybátyja, gróf illésházi Illésházy István volt. 1609-ben a lipcsei egyetemen tanult, majd 1610-ben öröklés útján Trencsén és Liptó vármegyék örökös főispánja lett, ami mellett 1626-ban Árva vármegye főispánjává nevezték ki. Bethlen Gábor hűséges embere, buzgón részt vett a Bécs elleni hadjáratban. 1619-ben a fejedelem egyik békebiztosa lett. 1620 a Bethlen támogatását célul kitűző titkos társaság tagja. 1621-ben az erdélyi csapatok élén elfoglalta a morva határon Brumova várát. 1626-ban Bethlen megbízásából Mansfeld seregének bevonulását fedezte. 1631-ben grófi címet kapott II. Ferdinándtól. Haláláig evangélikus hitű maradt, halálára Meltzel János evangélikus lelkész írt disztichonos gyászverset (RMNY III. 2245). Történelmi feljegyzései nagyon értékesek a kutatók számára is.

## Házassága és gyermekei
Felesége: Bethlenfalvai Thurzó Ilona (elhunyt 1648. augusztus 23-án) grófnő. A frigyből született:
- Illésházy István. 1. felesége: tóthi Lengyel Erzsébet.
- Illésházy Gábor. 1. neje: divék-Újfalui Újfalussy Éva; 2.neje: Tarnowska Zsófia; 3.neje: rimaszécsi Széchy Éva grófnő
- Illésházy György. Neje: gácsi Ghymes Forgách Mária (+1666)
- Illésházy Katalin. Férje: iktári Bethlen Péter (+1646)